# Bootanomyia
Bootanomyia is een geslacht van vliesvleugeligen uit de familie Torymidae. De wetenschappelijke naam van dit geslacht is voor het eerst geldig gepubliceerd in 1915 door Girault.

## Soorten
Het geslacht Bootanomyia omvat de volgende soorten:
- Bootanomyia almusiensis (Doganlar, 1989)
- Bootanomyia balikesirensis Doganlar, 2011
- Bootanomyia bohemanii (Ratzeburg, 1848)
- Bootanomyia dorsalis (Fabricius, 1798)
- Bootanomyia dumicola (Boucek, 1982)
- Bootanomyia emrezaferi Doganlar, 2011
- Bootanomyia gemma Girault, 1928
- Bootanomyia guttatipennis (Girault, 1937)
- Bootanomyia habui (Kamijo, 1962)
- Bootanomyia hepturgunae Doganlar, 2011
- Bootanomyia maculipennis (Yasumatsu & Kamijo, 1979)
- Bootanomyia mehmeti Doganlar, 2011
- Bootanomyia nipponica (Yasumatsu & Kamijo, 1979)
- Bootanomyia onuri Doganlar, 2011
- Bootanomyia saragoldae Doganlar, 2011
- Bootanomyia shebnemae Doganlar, 2011
- Bootanomyia smaragdus (Girault, 1915)
- Bootanomyia stigmatizans (Fabricius, 1798)
- Bootanomyia synophri (Mayr, 1874)
- Bootanomyia viridescens (Kamijo, 1962)
- Bootanomyia viridiscutellum (Girault, 1915)
- Bootanomyia zhaoi (Xu & He, 2003)